# Пувид
Пувид, Пуют — река в России, протекает в Оршанском районах Республики Марий Эл. Устье реки находится в 150 км от устья Малой Кокшаги по правому берегу. Длина реки составляет 10 км, площадь водосборного бассейна — 27,9 км².
Исток реки у деревни Кашнур в 11 км к юго-востоку от посёлка Оршанка. Река течёт на юго-восток, протекает деревни Средний Пуял и Большой Пуял, ниже которых впадает в Малую Кокшагу тремя рукавами.

## Данные водного реестра
По данным государственного водного реестра России относится к Верхневолжскому бассейновому округу, водохозяйственный участок реки — Волга от Чебоксарского гидроузла до города Казань, без рек Свияга и Цивиль, речной подбассейн реки — Волга от впадения Оки до Куйбышевского водохранилища (без бассейна Суры). Речной бассейн реки — (Верхняя) Волга до Куйбышевского водохранилища (без бассейна Оки).
Код объекта в государственном водном реестре — 08010400712112100001098.